# Qianlong
L'emperador Qianlong (en xinès tradicional i simplificat: 乾隆; en pinyin: Qiánlóng); nascut el 25 de setembre de 1711 a Pequín i mort el 7 de febrer de 1799. Va ser el cinquè emperador de la dinastia Qing. Fill de l'Emperador Yongzheng. El seu cognom era Aisin Gioro, d'origen manxú, i el seu nom, Hongli i anomenat Qianlong quan va pujar al tron. El seu successor va ser l'emperador Jiaqing.
El seu regnat va ser un dels més llargs de la història. Va assegurar les conquestes del seu avi i del seu pare (anys coneguts com l'Edat Pròspera). Va incrementar el territori a occident al Xinjiang, va assegurar la presència xinesa al Tibet i una de les lleis que va emetre el 1792 va obligar a canviar la manera d'elegir el Dalai Lama, ja que els successors no eren políticament ben vistos per l'emperador. I va estendre la seva influència a Birmània. En el seu regnat es va produir el primer contacte oficial amb occidentals. Finalment, va arribar el moment en què es van fer evidents les debilitats del seu govern i el 1796 va abdicar.
Galdan Tseren, el kan de Jungària va morir el 1745, provocant una rebel·lió generalitzada a la conca de Tarim i començant una disputa successòria entre els seus fills., i a la primavera de 1755, Qianlong va enviar un exèrcit de 50.000 homes contra Dawachi, el darrer kan, trobant poca resistència i van destruir el Kanat de Jungària en un lapse de 100 dies.
El regnat de l'emperador es pot dividir en tres etapes o fases diferenciades, marcades pels diferents ministres que Qianlong va escollir per dirigir el país:
- 1736-1750: Amb dos ministres procedents del govern anterior, el manxú Ortai i el xinès Zhang Tingyu. Va ser un temps de pau i d'aprofondiment de les reformes centralistes iniciades pel seu pare.
- 1750-1780, l'emperador es recolza en el seu germanastre Fuheng i en Yu Minzhong. Època de poder quasi absolut i de grans obres.
- 1780-1795, període del ministre Heshen.

Va fomentar l'agricultura i treballs d'irrigació i l'economia i la població van créixer. Amant de la cultura clàssica xinesa fou un poeta que compongué molts poemes, i va ser un gran protector de les arts i les lletres, amb la incorporació a la Cort de savis i artistes occidentals, com és el cas dels jesuïtes pintors com Jean-Denis Arttiret i Giuseppe Castiglione. Però malgrat aquest interès per la cultura, durant el regnat de Qianlong es va produir una important inquisició literària (1744-1789) amb la destrucció de 2.300 llibres i la inclusió en un índex de més de 10.000 títols, obres considerades contràries als principis de la dinastia.
S'ha considerat que la famosa Òpera de Pequín va néixer arran del 80è aniversari de Qianlong. Va incrementar els jardins de l'Antic Palau d'Estiu situat als voltants de Pequín que representen l'obra més important de la jardineria xinesa.